# 馬之圖
馬之圖（？—？），字啟文，一字斯洛，河南汝寧府光州商城縣人，明朝政治人物。

## 生平
萬曆三十二年（1604年）甲辰科進士。授吏部稽勳司主事，萬曆年間世爵冒濫，子弟承襲者多以賄聞，馬之圖力矯其弊，杜絕請託，簪纓之族，相感而化，升員外郎，未幾卒於官，祀鄉賢。馬之圖精藻鑒，善知人，教長子以文，次子以武，於童稚中擇周汝弼、洪胤衡為婿，嘗曰：四子忠貞，不但富貴已也。

## 家族
祖父馬鰲；父馬耑，封沂水縣知縣。長子馬剛中，崇禎七年進士，翰林院檢討，死於寇難；次子馬柔中，指揮。女婿周汝弼，延綏巡撫；洪胤衡，山西按察司副使、兵備陽和，或殉難，或死諫，悉如所言。